# Primitivní funkce
Primitivní funkce k funkci {\displaystyle f} na intervalu {\displaystyle (a,b)} je taková funkce {\displaystyle F}, že pro každé {\displaystyle x\in (a,b)} je {\displaystyle F'(x)=f(x)}.
Procesu hledání primitivní funkce se často říká integrování nebo integrace (od slova integrál), jelikož primitivní funkce se používá při určování obsahu plochy pod křivkou grafu funkce {\displaystyle f} podle základní věty integrálního počtu.

## Primitivní funkce a neurčitý integrál
Neurčitý integrál funkce je množina jejích primitivních funkcí, lišících se v hodnotě přičítané konstanty. Používá se zejména k výpočtu určitého integrálu s využitím základní věty integrálního počtu a při řešení diferenciálních rovnic. Neurčitý integrál je opak derivace a proto umožňuje z rychlosti měnící se veličiny určit časový průběh této veličiny. Ke každé funkci {\displaystyle f} spojité na intervalu {\displaystyle (a,b)} existuje na tomto intervalu funkce primitivní. Neurčitý integrál zapisujeme:
{\displaystyle F(x)=\int f(x)\,\mathrm {d} x\,+\,C}
kde {\displaystyle C} je libovolná konstanta a {\displaystyle \mathrm {d} x} označuje infinitezimální hodnotu proměnné, podle které se integruje. Pokud by funkce {\displaystyle F} byla posunutá o konstantu {\displaystyle C} nahoru nebo dolů, její derivace bude pořád stejná. Výpočet neurčitého integrálu funkce {\displaystyle f} je úloha hledání její primitivní funkce {\displaystyle F}, jejíž derivace je integrovaná funkce:
{\displaystyle {\frac {\mathrm {d} }{\mathrm {d} x}}F(x)={\frac {\mathrm {d} }{\mathrm {d} x}}\int f(x)\,\mathrm {d} x\,+\,{\frac {\mathrm {d} }{\mathrm {d} x}}\,C=f(x)}

## Hledání primitivní funkce
Integrace je opačný proces k určování derivace. Při výpočtu se vychází ze znalosti derivací vybraných funkcí, na jejichž základě je vytvořen seznam známých integrálů (tzv. tabulkové integrály). Při hledání integrálů složitějších funkcí se využívá např. linearita, integrace per partes, substituční metoda, popř. některé speciální metody.

### Integrace per partes (po částech)
Integrace per partes je jedna ze základních metod používaných při integraci součinu funkcí. Vychází z pravidla pro derivaci součinu.

### Substituční metoda
Substituční metoda využívá skutečnosti, že přechodem k jiným proměnným lze v mnoha případech získat integrál, který je snáze řešitelný, např. metodou per partes nebo přímo některým ze základních integrálů.

### Integrace racionálních funkcí
Jde o integrály tvaru {\displaystyle \int {\frac {P(x)}{Q(x)}}\,\mathrm {d} x}, kde {\displaystyle P(x),Q(x)} jsou polynomy. Racionální funkci {\displaystyle {\frac {P(x)}{Q(x)}}} je vždy možné rozložit na součet polynomu a ryze racionální lomené funkce. Racionální lomenou funkci vyjádříme jako součet parciálních zlomků. Vzhledem k tomu, že integrace polynomu je triviální, zbývá řešit integraci lomené racionální funkce.

### Integrace metodou derivování podle parametru
Integraci metodou derivování podle parametru lze využít tehdy, pokud integrujeme funkci {\displaystyle f(x)}, v níž vystupuje nějaký parametr {\displaystyle a}, např. {\displaystyle y=ax}. V takovém případě můžeme tento parametr formálně považovat za proměnnou. O funkci f pak můžeme uvažovat jako o funkci dvou proměnných, tzn. {\displaystyle f(x,a)}. Integrací funkce f přes množinu M dostaneme funkci parametru a {\displaystyle F}, tedy
{\displaystyle \int _{M}f(x,a)\,\mathrm {d} x=F(a)}
Pokud jsou funkce {\displaystyle f(x,a)} a {\displaystyle {\frac {\partial f}{\partial a}}(x,a)} spojité v daném oboru proměnných {\displaystyle x} a {\displaystyle a} (po řadě značme {\displaystyle M}, {\displaystyle N}) a zároveň existuje integrovatelná majoranta {\displaystyle g(x)} taková, že
{\displaystyle \int _{M}{g(x)\,\mathrm {d} x}<+\infty ,}
{\displaystyle \left|{\frac {\partial f}{\partial a}}(x,a)\right|<g(x)} na {\displaystyle M\times N}, pak pro všechna a z N platí
{\displaystyle \int _{M}{\frac {\partial f}{\partial a}}(x,a)\,\mathrm {d} x={\frac {\mathrm {d} }{\mathrm {d} a}}\int _{M}f(x,a)\,\mathrm {d} x={\frac {\mathrm {d} F(a)}{\mathrm {d} a}}}
Výše uvedený postup se také nazývá záměna derivace a integrálu.
Tento postup lze uplatnit při výpočtu neurčitých integrálů (za splnění příslušných podmínek) při volbě M = (0, x). Potom je
{\displaystyle \int f(x,a)\,\mathrm {d} x=\int _{0}^{x}f(x,a)\,\mathrm {d} x+C=F(x,a)+C}
a záměnou derivace a integrálu
{\displaystyle \int {\frac {\partial f}{\partial a}}(x,a)\,\mathrm {d} x={\frac {\partial F(x,a)}{\partial a}}+C.}

### Racionalizace integrálů
Některé funkce je možné převést na integrály s racionálními integrandy. Říkáme pak, že integrál byl zracionalizován.
Při racionalizaci obvykle vyjádříme integrand jako racionální funkci dvou proměnných {\displaystyle \displaystyle R(x,y)}, přičemž za proměnnou {\displaystyle \displaystyle y} dosadíme nějakou funkci proměnné {\displaystyle \displaystyle x}, tzn. {\displaystyle \displaystyle y=\phi (x)}. Racionalizaci pak provedeme vhodně zvolenou substitucí.
Racionalizaci lze provést pouze pro některé typy integrandů.
Např. integrál typu
{\displaystyle \int R\left(x,{\sqrt[{s}]{\frac {ax+b}{cx+d}}}\right)\mathrm {d} x},
kde {\displaystyle \displaystyle s} je přirozené číslo a determinant {\displaystyle {\begin{vmatrix}a&b\\c&d\end{vmatrix}}\neq 0}. Tento integrál lze zracionalizovat substitucí
{\displaystyle {\sqrt[{s}]{\frac {ax+b}{cx+d}}}=t}
Zvláštním případem integrandu z předchozího případu je {\displaystyle R\left(x,{\sqrt[{s}]{ax+b}}\right)}, který opět řešíme uvedenou substitucí s {\displaystyle \displaystyle c=0,\ d=1}.
Integrál typu
{\displaystyle \int R\left(x,{\sqrt {ax^{2}+bx+c}}\right)\mathrm {d} x}
lze pro {\displaystyle \displaystyle a>0} zracionalizovat substitucí
{\displaystyle ax^{2}+bx+c={\sqrt {a}}x+t}
nebo
{\displaystyle ax^{2}+bx+c={\sqrt {a}}x-t}
Pro {\displaystyle \displaystyle c>0} lze uvedený integrál zracionalizovat substitucí
{\displaystyle ax^{2}+bx+c=tx+{\sqrt {c}}}
nebo
{\displaystyle ax^{2}+bx+c=tx-{\sqrt {c}}}
Pro {\displaystyle \displaystyle a<0} a pro reálné kořeny {\displaystyle \displaystyle \alpha ,\,\beta } rovnice {\displaystyle \displaystyle ax^{2}+bx+c=0} lze pro racionalizaci použít substitucí
{\displaystyle t={\sqrt {a{\frac {x-\alpha }{x-\beta }}}}}
Tyto substituce bývají také označovány jako Eulerovy substituce.
K racionalizaci lze také využít goniometrických funkcí. Např. integrály typu
{\displaystyle \int R\left(x,{\sqrt {a^{2}-x^{2}}}\right)\mathrm {d} x}
lze řešit substitucí
{\displaystyle \displaystyle x=a\cos t}
nebo
{\displaystyle \displaystyle x=a\sin t}
Podobně lze integrály typu
{\displaystyle \int R\left(x,{\sqrt {a^{2}+x^{2}}}\right)\mathrm {d} x}
řešit substitucí
{\displaystyle x=a\,\operatorname {tg} \,t}
a integrály typu
{\displaystyle \int R\left(x,{\sqrt {x^{2}-a^{2}}}\right)\mathrm {d} x}
řešit substitucí
{\displaystyle x={\frac {a}{\cos t}}}
Pro integrály integrály typu
{\displaystyle \int R(\sin x,\cos x)\mathrm {d} x}
lze v obecném případě (pro intervaly neobsahující body {\displaystyle \displaystyle x=(2k+1)\pi } pro celá k) použít substituci
{\displaystyle \operatorname {tg} \,{\frac {x}{2}}=z}
Výrazy získané použitím substituce této bývají však obvykle složité, proto se obvykle snažíme použít některou z následujících substitucí.
Je-li funkce {\displaystyle \displaystyle R} lichá v proměnné {\displaystyle \displaystyle u=\sin x}, pak je výhodnější použít substituci
{\displaystyle \displaystyle \cos x=z}
Pokud je funkce {\displaystyle \displaystyle R} lichá v proměnné {\displaystyle \displaystyle v=\cos x}, pak můžeme použít substituci
{\displaystyle \displaystyle \sin x=z}
Pokud je funkce {\displaystyle \displaystyle R} sudá v obou svých proměnných, tzn. {\displaystyle \displaystyle u=\sin x} i {\displaystyle \displaystyle v=\cos x}, pak lze použít substituci
{\displaystyle \operatorname {tg} \,x=z}

### Integrace transcendentních funkcí
K některým transcendentním funkcím je možné nalézt primitivní funkce.
Např. pokud je {\displaystyle \displaystyle R(y)} racionální funkce proměnné {\displaystyle \displaystyle y}, pak integrál typu {\displaystyle \int R(\mathrm {e} ^{x})\,\mathrm {d} x} lze řešit substitucí {\displaystyle \displaystyle t=\mathrm {e} ^{x}}.
Podobně lze integrál typu {\displaystyle \int R(a^{x})\,\mathrm {d} x} můžeme řešit substitucí {\displaystyle \displaystyle t=a^{x}}.
Integrací racionální funkce nemusíme získat racionální funkci, ale může jít o funkci transcendentní. Také při integraci některých nižších transcendentních funkcí můžeme získat vyšší transcendentní funkce. Příkladem takových funkcí jsou {\displaystyle \mathrm {e} ^{x^{2}},\mathrm {e} ^{-x^{2}},{\frac {\sin x}{x}},{\frac {\cos x}{x}}} apod. K těmto funkcím sice existuje primitivní funkce, nelze ji však vyjádřit elementárními funkcemi v konečném tvaru.
Mezi takovéto často používané transcendentní funkce patří např.
- Integrálsinus (integrální sinus) {\displaystyle \operatorname {Si} \,x=\int _{0}^{x}{\frac {\sin t}{t}}\,\mathrm {d} t}
- Integrálkosinus (integrální kosinus) {\displaystyle \operatorname {Ci} \,x=-\int _{x}^{\infty }{\frac {\cos t}{t}}\,\mathrm {d} t}
- Logaritmusintegrál (integrální logaritmus) {\displaystyle \operatorname {li} \,x=\int _{0}^{x}{\frac {1}{\ln t}}\,\mathrm {d} t}
- Exponenciální integrál {\displaystyle \operatorname {Ei} \,x=\int _{-\infty }^{x}{\frac {\mathrm {e} ^{t}}{t}}\,\mathrm {d} t}
- Gama funkce {\displaystyle \Gamma (x)=\int _{0}^{\infty }t^{x-1}\mathrm {e} ^{-t}\mathrm {d} t}.